# Весна Перић
Весна Перић (Београд, 1972) српски је драматург, сценаристкиња, филмска критичарка, теоретичарка и прозна списатељица. Уредница је Драмског програма Радио Београда.

## Биографија
Образовање
Основну школу и гимназију завршила у Београду, као и нижу Музичку школу „Мокрањац“ (одсек виолина). Студирала Грађевински факултет у Београду. Дипломирала је на Факултету драмских уметности у Београду 2003. године на Катедри за драматургију.
Радом Меморија и филмска романтична комедија: деконструкција наративне темпоралности магистрирала је на ФДУ на Групи за студије филма и медија 2009. године, а докторирала 2016. тезом Теорија наративних конструкција у постјугословенском филму од 1994. до 2008. године (ментор др проф. Невена Даковић).
Каријера
Од 2002. ради као филмска критичарка и новинарка на Другом програму Радио Београда, где је од 2010. на позицији одговорне уреднице Редакције Драмског програма. Ауторка је 11 радио драма емитованих на Радио Београду. Ауторка је драмског текста „Шта је она крива није ништа она крива“ награђеног на Хартефакт конкурсу за најбољу ангажовану драму 2012. (праизведба 2015. у Битеф театру у режији Анђелке Николић).
Кратке приче објављене су јој у антологијама Земаљски дарови („Све о мојој баки“) и Путник са далеког неба („Боја привиђења“) посвећеним Иви Андрићу и Милошу Црњанском (Лагуна 2012. и 2013), као и у Причама о Савамали („Сласт бити сам“, Архипелаг 2013), у часописима ProFemina, Београдски књижевни часопис и Повеља, као и на порталу „Арт анима“. Приче су јој објављене на енглеском – часопис Hourglass („Беса“ ) и публикација Best European Fiction 2019 („What has she done“), Dalkey Press, као и на немачком језику – часописи Keine Delikatessen („Play it again, Cage“) и perspektive („Wir sind hier auf diese Erde“).
Као активан филмски критичар, филмске приказе и есеје објављивала је у културном додатку листа Политика (2007—2018) а повремено сарађује и са Хроникама Феста. Члан је српског огранка FIPRESCI.
Књижевне и филмске есеје објављивала у часопису Улазница („Крај хуманизма у антиутопијској трилогији Беснило, Атлантида и 1999 Борислава Пекића“; „Јунгов појам синхроницитета и нелинеарна драматургија у филмским остварењима”)
Као сценаристкиња заступљена је у ангажованој стрипској антологији „Буђење“ која је окупила стрипске сценаристкиње и цртачице из региона (Дибидус, Београд, 2018). Сценаристкиња је дечје образовне емисије „Филмски графити“ (РТС, 2002).
Теоријске радове о филму објављује у Зборнику Факултета драмских уметности и часописима Лимес и Култура. Радила као слободни копирајтер.
Објавила је монографију Траума и постјугословенски филм: наративне стратегије у издању Филмског центра Србије.

## Радио драме
- Крокодилу душе моје: А. П. Чехов
- Чудотворни прстен
- Сачувај валцер за мене: Скот Фицџералд
- Жиће, гигантско и сладострастно: П. П. Његош
- Живот и дела бесмртног Чича Илије Станојевића
- Арханђео историје: Гаврило Принцип
- На земљи смо само неколико зима
- Црна звезда: Дејвид Боуви
- Петнаест минута славе: Енди Ворхол
- Шездесет осма: Младост је наша привилегија
- Апостолка самоће: Исидора Секулић